# Венустиано-Карранса (муниципалитет, Чьяпас)
Венустиа́но-Карра́нса (исп. Venustiano Carranza) — муниципалитет в Мексике, штат Чьяпас, с административным центром в одноимённом городе. Численность населения, по данным переписи 2020 года, составила 67 292 человека.

## Общие сведения
Название Venustiano Carranza было дано в честь политического деятеля и президента Мексики Венустиано Каррансы.
Площадь муниципалитета равна 1360 км², что составляет 1,9 % от площади штата, а наиболее высоко расположенное поселение Маркос-Бесерра, находится на высоте 2229 метров.
Он граничит с другими муниципалитетами Чьяпаса: на севере с Тотолапой, Николас-Руисом и Теопиской, на северо-востоке с Аматенанго-дель-Валье, на востоке с Лас-Росас, на юго-востоке с Сокольтенанго, на юге с Ла-Конкордией, на западе с Эль-Парралем и Чьяпа-де-Корсо, на северо-западе с Эмилиано-Сапатой и Акалой.

## Учреждение и состав
Муниципалитет был образован в 1915 году, по данным 2020 года в его состав входит 307 населённых пунктов, самые крупные из которых:
| Код INEGI                  | Населённый пункт                                                                                        | Численность населения (2005 год) | Численность населения (2010 год) | Численность населения (2020 год) |
| -------------------------- | --- | -------------------------------- | -------------------------------- | -------------------------------- |
| 106                        | Всего                                                                                                   | 56833                            | 61341                            | 67292                            |
| 0001                       | Венустиано-Карранса (исп. Venustiano Carranza) 16°20′23″ с. ш. 92°33′54″ з. д. (административный центр) | 14967                            | 15496                            | 16144                            |
| 0109                       | Сан-Франсиско-Пухильтик (исп. San Francisco Pujiltic) 16°16′40″ с. ш. 92°26′54″ з. д.                   | 6918                             | 7137                             | 7973                             |
| 0004                       | Агуакатенанго (исп. Aguacatenango) 16°28′30″ с. ш. 92°24′29″ з. д.                                      | 3020                             | 3413                             | 4467                             |
| 0151                       | Соятитан (исп. Soyatitán) 16°17′32″ с. ш. 92°25′35″ з. д.                                               | 3709                             | 3904                             | 3766                             |
| 0040                       | Рикардо-Флорес-Магон (исп. Ricardo Flores Magón) 16°23′44″ с. ш. 92°41′50″ з. д.                        | 3100                             | 3483                             | 3569                             |
| 0170                       | Пресиденте-Эчеверрия (исп. Presidente Echeverría (Laja Tendida)) 16°20′22″ с. ш. 92°40′16″ з. д.        | 2613                             | 3084                             | 3310                             |
| 0175                       | Сан-Франсиско (Эль-Кальвито) (исп. San Francisco (El Calvito)) 16°19′27″ с. ш. 92°33′37″ з. д.          | 2123                             | 2409                             | 2551                             |
| 0510                       | Параисо-дель-Грихальва (исп. Paraíso del Grijalva) 16°13′30″ с. ш. 92°38′35″ з. д.                      | 1801                             | 1930                             | 2163                             |
| —                          | Прочие                                                                                                  | 18582                            | 20485                            | 23349                            |
| Названия на карте Генштаба | |                                  |                                  |                                  |

## Экономическая деятельность
Основной экономической деятельностью муниципалитета является сельское хозяйство, животноводство и рыболовство.
По статистическим данным 2000 года, работоспособное население занято по секторам экономики в следующих пропорциях:
- сельское хозяйство, скотоводство и рыбная ловля — 59,2 %;
- промышленность и строительство — 14,9 %;
- торговля, сферы услуг и туризма — 24,4 %;
- безработные — 1,5 %.

## Инфраструктура
По статистическим данным 2020 года, инфраструктура развита следующим образом:
- электрификация: 98,2 %;
- водоснабжение: 44,9 %;
- водоотведение: 96 %.

## Культурные и туристические достопримечательности
В муниципалитете можно посетить различные архитектурные и археологические достопримечательности.